# 庫特 (哈爾科夫區)
49°52′30″N 35°53′13″E / 49.87500°N 35.88694°E
庫特（烏克蘭語：Кут）是位於烏克蘭東部的村莊，由哈爾科夫州哈爾科夫區的新沃多拉哈市鎮負責管轄。該村始建於1650年，面積0.26平方公里，2001年人口50，人口密度每平方公里192.3人。